# Gerhard Masuch
Gerhard Masuch (* 26. April 1938 in Dinslaken) ist ein ehemaliger deutscher Politiker (CDU der DDR, CDU). Er gehörte 1990 der letzten Volkskammer der DDR an.

## Leben und Beruf
Masuch besuchte die Volksparkschule in Dinslaken und absolvierte danach zunächst eine Lehre zum Facharbeiter. Später setzte er seine Ausbildung zum Betriebs- und Verkehrstechniker bei der Deutschen Reichsbahn fort. Von 1978 bis 1989 war er Abteilungsleiter des Bausektors im volkseigenen Metallurgiehandel. Später gründete er einen eigenen Betrieb und war als selbstständiger Handwerksmeister und Bauunternehmer im Straßen-, Hoch- und Tiefbau in Leipzig-Plaußig tätig.
Der im westdeutschen Dinslaken aufgewachsene Masuch siedelte aufgrund einer Eheschließung nach Leipzig über. Die Ehe wurde später geschieden.

## Politik
Masuch war Mitglied der CDU und dort Vorsitzender des Arbeitskreises Post- und Fernmeldewesen. Er war Mitglied des Gründungsausschusses des sächsischen Landesverbandes des Wirtschaftsrats der CDU.
Bei der Volkskammerwahl 1990 zog Masuch über den Listenplatz 9 der CDU-Liste im Wahlkreis Leipzig in die Volkskammer ein. Im Parlament war er Vorsitzender des Ausschusses für Post- und Fernmeldewesen. Seine Mitgliedschaft endete mit der Auflösung der Volkskammer zum 2. Oktober 1990.